# تيس مادجين
تيس مادجين (بالإنجليزية: Tess Madgen)‏ مواليد 12 أغسطس 1990 في جنوب أستراليا، هي لاعبة كرة سلة أسترالية. بدأت مسيرتها الاحترافية في سنة 2008. تلعب مع فينيكس ميركوري في دوري الاتحاد الوطني لكرة السلة النسائية. وتحمل الرقم 9. يبلغ طولها 5 قدم 11 بوصة (1.8 م). لعبت مع ملبورن بومرز وفينيكس ميركوري.

## روابط خارجية
- تيس مادجين على موقع الاتحاد الدولي لكرة السلة (الإنجليزية)
- تيس مادجين على موقع الاتحاد الوطني لكرة السلة النسائية (الإنجليزية)
- تيس مادجين على موقع كرة السلة الأوروبية.كوم (الإنجليزية)
- تيس مادجين على موقع بروبوليرز (الإنجليزية)
- تيس مادجين على موقع سبورتس رفرنس (الإنجليزية)
- تيس مادجين على موقع سبورتس رفرنس (الإنجليزية)
- تيس مادجين على موقع اللجنة الأولمبية الدولية (الإنجليزية)
- تيس مادجين على موقع أوليمبيديا (الإنجليزية)
- تيس مادجين على موقع اللجنة الأولمبية الأسترالية (الإنجليزية)